# Chiridius molestus
Chiridius molestus är en kräftdjursart som beskrevs av Tanaka 1957. Chiridius molestus ingår i släktet Chiridius och familjen Aetideidae. Inga underarter finns listade i Catalogue of Life.